# Commanderie templière de Boynesac
La maison du Temple de Boynesac était implantée sur l'actuelle  commune de La Touche, dans le département de la Drôme en région Rhône-Alpes Auvergne. Elle était située à environ  12 km à l’est de Montélimar. Son existence est attestée dans le cartulaire de Richerenches dès l’année 1183.
L'héritage du Temple, en Drôme provençale, était important, puisqu'il possédait au moins une commanderie à Montélimar, citée en 1229, une autre à Boynezac sur la commune de la Touche, de nombreux biens, probablement une maison du Temple à Saint Paul Trois Châteaux ainsi qu’une autre à Notre-Dame de Thoronne, sur la commune de Clansayes, dont un commandeur est encore mentionné au XVe siècle.
Les divisions territoriales, portèrent toujours chez les Templiers le nom de maisons du Temple (domus Templi). Ce ne fut qu'au XIVe siècle que les chevaliers de Saint-Jean de Jérusalem (Hospitaliers de Saint-Jean) leur donnèrent le nom de commanderies.

## Origine du nom
Domus Templi Bois Naiza[réf. souhaitée]
Boneysac, Boinesac, Bonnayzac Bounezac, domum de Bonaissac, , Boneysat, Bon-Eyzat ou Boneyzut
Domus Bonaisaci preceptoris (1183), Domus Bonizaco, Bois naiza[réf. souhaitée],  Boyneza, Bonaisacum
Quartier actuel de Bois Naiza à La Touche 
Étymologie probable : Enaiza , cévenole, v. Rouir le chanvre, le lin ? Synonyme. Naia, naya, naiza, bassin ou l’on fait rouir le chanvre.

## Le domaine de Boynesac
Le domaine et fief de Boynezac comptait une ancienne chapelle (citée sous le vocable de Notre dame de Boynesac) depuis longtemps profanée, un bâtiment de ferme et 850 sétérées de terres dont plus de 500 en bois, avec quelques vignes.  Comme toutes les préceptoreries il est probable qu’elle disposait également d’un espace d’inhumation. On dénombre sur un plan dressé en 1773, neuf fours à chaux sur la cinquantaine d’hectares du domaine de Boynesac à La Touche, propriété de l'ordre de Saint-Jean de Jérusalem. 
Boynesac comme bon nombre de maisons était établie dans une zone dite intercalaire situées en marge des terroirs et des paroisses, implantation plus conforme au modèle cistercien. Ainsi, la grange d'Argence est éloignée du castrum de Fourques de huit kilomètres et la petite commanderie de Boynesac est installée en marge du mandement de Rochefort.

## Les commandeurs
De cette maison du Temple, nous ne connaissons que les noms de trois commandeurs signalés comme témoins dans les actes de la commanderie de Richerenches : 
- Guigues Lautard ou Guigo Lautardi en 1183
- Raymond de Clarensac ou Raimundus de Clarensacoe en 1209. Il devient commandeur d’Orange en 1214.
- Raymundus de Alansone preceptor domus de Boneysut - 1278
. . . Guillaume de Clermont et Aiol, époux de la veuve d'Hugues de Clermont, donnent au Temple les droits qu'ils ont ou peuvent avoir dans les pâturages du Lautaret, depuis longtemps donnés à l'Ordre par le Dauphin. Ils se portent garants de la ratification du fils d'Hugues.  En présence du frère Nicolas bailli de la maison de Richerenches et de frère Guigonis Lautardi maître de la maison de Bonaisaci. Il convient de noter que les susdits font don d’ aumônes des maisons Richerenches et Bonaisaci .

## Hypothèse Rochefort - Aiguebelle
. ..  Les Templiers furent très probablement installés à Boynesac par Gontard Loup, ou bien son fils, ce même Gontard Loup est le fondateur de l'abbaye d'Aiguebelle en 1137. La nouvelle Maison du Temple de Boynesac bénéficie de la protection de la famille Adhémar. De très bons rapports ont régi les rapports entre la Maison du Temple de Richerenches et l'abbaye d'Aiguebelle. La Maison de Boynesac étant une dépendance de Richerenches.. . .
Certaines commanderies rurales, en s’inscrivant au sein des dominations territoriales laïques, ne participent-elles pas, elles aussi, à la sacralisation de l’espace seigneurial ? C’est bien ce qu’incite à penser l’exemple des seigneurs de Rochefort qui entreprirent d’implanter un lieu saint à chaque extrémité de leur domaine lignager : au sud, l’abbaye cistercienne d'Aiguebelle (1137) et au nord-est la petite maison templière de Boynessac. . .
Aucune mention historique ne permet à ce jour, d’étayer cette hypothèse, contrairement à l'abbaye d'Aiguebelle qui bénéficia de plusieurs donations de la part des seigneurs de Rochefort au cours des années 1137, 1150, 1180, 1234, et 1270.

## Hypothèse Boynesac maison sœur de Montélimar
Ulysse chevalier suggère que la préceptorerie de Boynesac semble avoir fonctionné en étroite collaboration avec  la préceptorerie de Montélimar. Elle constituait l’implantation rurale du binôme. 
La Maison de Montélimar, mentionnée en 1229 a elle-même été établie à partir de celle de Richerenches, Dès 1156,  cette dernière bénéficie  de droits octroyés par les Adhémar, seigneurs de la cité montilienne. Il existe plusieurs exemples de maisons fonctionnant en partenariat avec un site en ville et un centre d'exploitation situé en marge de l'habitat ou résolument en campagne.
Il convient de noter que la préceptorerie de Boynesac ou ses deux commandeurs cités dans les cartulaires de Richerenches, et de Roaix semblent intervenir sans qu’il ne soit jamais fait référence à la Maison de Montélimar.

## Ordre de Saint Jean de Jérusalem
Initialement Boynesac relève de l’ordre du Temple de Salomon. Après le procès  de l’ordre qui débute le 13 octobre 1307 et se termine avec la bulle papale Considerantes dudum fulminée par Clément V le 6 mai 1312 puis la mort du grand maître, les biens  et avoirs du Temple sont dispersés et souvent versés à l’ordre de Saint Jean de Jérusalem. Le 2 mai 1312, une bulle papale promulguée par Clément V attribue les biens des Templiers aux Hospitaliers. Boynesac devient une possession de l’ordre de Saint-Jean de Jérusalem, dépendant désormais de la commanderie de Montélimar et relevant du fief des comtes de valentinois.
L’ordre de Saint-Jean de Jérusalem, appelé aussi ordre des Hospitaliers, est un ordre religieux chrétien hospitalier et militaire qui a existé de l'époque des croisades jusqu'au début du XIXe siècle. Il est généralement connu, dès le XIIe siècle, sous le nom de Ordo Hospitalis Sancti Johannis

## Les Templiers dans la Drôme
L’ordre des Templiers a été fondé le 13 janvier 1129 puis reconnu par la papauté dix années plus tard. Sa présence dans la Drôme est attestée par de nombreux établissements parmi lesquels :
- une commanderie à Saint Paul Trois Châteaux - 1136[10]
- Maison du temple de Lus la Croix haute - 1155
- une commanderie de Boynezac – 1183
- une commanderie à Bourg les Valence, Fratres templi Salomoni – 1183[11]
- une commanderie à Valence[12], « Domus templi de Valencia – 1201 »[13], « Sancti Emiliani extra muros Valentine civitatis, Sancti Emiliani de Valencia », « Domus milicie Templi Valencie et de Garausone - 1294 »[14].
- une maison à Montélimar disposant d’une préceptorerie (école religieuse) - 1229,
- une commanderie Templum de Calvia à Lachau – 1308 - 1252
- une église à Valence, Ecclésia templi valentinensis - 1371
- une maison du Temple à Saint-Laurent-en-Royans[12], « domum Sancti Laurencii in Roanis, que fuit condam Militie Templi - 1314 »[15]